# Ulrikes Dream
Ulrikes Dream is een uitgesproken politieke punkband uit Leuven. De band werd als “Ulrike’s Dream” (vaak afgekort tot UD) opgericht in 1997 in de kelder van jeugdhuis Clockwork, destijds gevestigd in de Boekhandelstraat 3 in Leuven. De band speelde oorspronkelijk een mix van grindcore en anarcho-punk.

## Geschiedenis
Het eerste optreden van Ulrikes Dream vond plaats op 27 december 1997 in jeugdhuis Clockwork. De band opende er voor Oi Polloi, Accion Mutante en Boycot.
Na de sluiting van Jeugdhuis Clockwork barstte er in Leuven een kleine krakersgolf los. Een aantal jongeren die voorheen onderdak vonden in het jeugdhuis, zochten een nieuwe plek en vonden die door het heringebruik nemen van een aantal leegstaande gebouwen. Ook voor de bandleden van Ulrikes Dream was dit het geval. De band repeteerde bovendien ook telkens in de verschillende gekraakte gebouwen (bv Villa Squattus Dei) en viel zonder repetitieruimte bij elke ontruiming. Het nummer kraken gaat door verwijst hiernaar .
In de zomer van 2001 richtten twee bandleden mee de anarchistische punkband The Usual Suspects op. Ulrikes Dream onderging in de loop der jaren een aantal wijzigingen in line-up, maar de basis bleef min of meer stabiel. Op 7 oktober 2005, evenwel, speelde de band een laatste optreden met de toenmalige line-up. Verschillende bandleden besloten dat het tijd was voor iets anders en wouden meer tijd maken voor hun andere projecten (The Usual Suspects, Cop on Fire, Intestinal Disease, The League of Mental Men, Detritus…).
De resterende bandleden besloten zich enigszins te herbronnen, zochten nieuwe geestesgenoten en bedienden zich vanaf dan van het consequent fout gespelde “Ulrikes Dream” (zonder de apostrophe). Op 2 april 2006 speelde de band een eerste show als viertal, samen met bevriende powerviolence-band The League of Mental Men in het Rock Café op de Oude Markt in Leuven. Datzelfde jaar tekende UD ook weer present op het "Boycot Marktrock-festival", een anti-commercieel festival in de Leuvense binnenstad waar Ulrikes Dream sinds 1999 in totaal 6 keer op het podium stond.
De band trad sindsdien op in binnen- en buitenland en bracht na dertien jaar een plaat uit via o.a. het Maloka-label uit Dijon. De sound beschrijft de band zelf als "een mengeling van crust, grind, punk en metal met sociaal geëngageerde songteksten" , maar ook de term "belpunk" wordt gebruikt.
In 2017 bracht de band weer een nieuwe plaat uit, "Anarchie in Leuven". en richtte zanger Hans de new wave band Donder, Hel & Hagel op.
In 2022 vierde de band haar vijfentwintigste verjaardag in JH Sojo te Leuven met de release van een live cd die "Levend en Luid" heet. In 2025 volgde "Oude School Sterft Nooit", een split ep met grindcoreformatie Agathocles. Zangers van vier verschillende Belgische bands leveren elk een vocale bijdrage aan een nummer van Ulrikes Dream: The End of Ernie, Intestinal Disease, Verval en Pesticide .

## Bandleden
- Hans: gitaar + zang
- Erik: bas
- Jochen: drum

## Discografie

### Releases
- "Oude School Sterft Nooit" split-ep met Agathocles (2025)
- "Levend en Luid" cd (2022)
- "Anarchie in Leuven" full lp (2017)
- "Van 9 tot 5" full cd/lp (2010/2011) [23]
- "Hitters and Runners" 4-way split met Repression O.D., The End of Ernie en Intestinal Disease tvv een ALF-gevangene (2002)
- "If it leads ... it bleeds" 7inch ep (2000)[24]
- "Burn Burn Burn... the European Swastika" (1998)

### Compilaties
- "Fuck Police Brutality", R-Punk (2020) (digital) [25]
- "Les Racines du Chaos", Deviance records (2018) (2x cd)
- "20 jaar Ulrikes Dream"  (2017) (cd-r)
- "Pour une toile libre" (2013) (1 track) (cd)
- "Face Your Underground 12 - The Grind Edition - Deathmetal.be Sampler" (2012)
- "Squattus ex machina" (1 track)(cd): een compilatie van de Leuvense krakersbeweging (2005)
- "Unscene effort 2" (2 tracks)(lp)
- "Hageland Strikes Back" (DIY punk/hc compilationtapes)
- "Defense", 3x cassette box set, Crucial Blast (2000)
- Splittape met STERBEHILFE, ABUSO SONORO and NOIZYMUTHA (on Own Control Records)
- Splittape met ANGRY MINDED (live in Nijmegen 1999)
- "Animals have feelings too", compilation tape, UPSTapes #4, (1 track)
- "Below The Pavement Lies The Beach", compilation tape, Black Star Productions (1998)
- "Heal the Wounds"- compilation tape, Eargasm (1998)